# 颱風蝴蝶 (2019年)
颱風蝴蝶（英語：Typhoon Wutip，國際編號：1902，聯合颱風警報中心：WP022019，菲律賓大氣地球物理和天文服務管理局：Betty）是2019年太平洋颱風季第2個被命名的熱帶氣旋。「蝴蝶」一名由澳門提供。在春夏間，不同物種的蝴蝶可在澳門鄉間找到。
蝴蝶在2月中下旬形成，其強度在2月25日達至巔峰，成為有紀錄以來北半球二月份氣壓最低和風速最高的熱帶氣旋，亦是有紀錄以來首個在二月達到相當於薩菲爾-辛普森颶風等級五級，超越了2015年颱風海高斯的紀錄；亦成為有紀錄以來全年最早達到日本氣象廳所評定「猛烈的」形容詞級別之颱風。
蝴蝶對關島與密克羅尼西亞地區造成了至少330萬美元（2019年）的損失。

## 氣象歷史
2月14日，一個低壓區在科斯雷附近形成，美國海軍研究實驗室給予其熱帶擾動編號92W。
聯合颱風警報中心先在2月16日下午給予發展評級「低」，並在翌日晚間將評級提升為「中」。該熱帶擾動形成後沿著副熱帶高壓脊向西方移動，時速大約20公里。電腦數值預報模式預計該系統將有所發展及移近關島附近海域，惟後期路徑存在嚴重分歧。多數預測部門都預測該熱帶擾動後期會移動到副熱帶高壓脊邊緣並轉向東北方移動，也有其他氣象機構預測其將會轉向西方移動，但各部門都預測該系統將會至少增強至颱風下限。18日上午11時，聯合颱風警報中心將評級提升為「高」，并發佈熱帶氣旋形成警報。同日晚間，交通部中央氣象局率先將其升格為熱帶低氣壓並給予熱帶低氣壓编號03
。19日凌晨2時，日本氣象廳將其升格為熱帶低氣壓，並同時發佈烈風警報。同日下午5時，聯合颱風警報中心將其升格為熱帶低氣壓，並給予熱帶氣旋編號02W。
2月20日凌晨2時，日本氣象廳將其升格為熱帶風暴，給予國際編號1902，命名“蝴蝶”，中國國家氣象中心和中央氣象局也在同一時間將其升格為熱帶風暴和輕度颱風，聯合颱風警報中心則在同日凌晨5時跟隨。蝴蝶的所在位置海面溫度達30度，垂直風切變微弱，高空輻散良好，令蝴蝶開始增強，並發展出中心密集雲團。同日下午6時，日本氣象廳將其升格為強烈熱帶風暴。同日晚上8時，香港天文台將其評定為強烈熱帶風暴，中國國家氣象中心也在同一時間將其升格為強熱帶風暴。
2月21日，蝴蝶繼續沿著副熱帶高壓脊向西北方移動，並繼續穩定增強。上午8時，日本氣象廳將其升格為颱風，聯合颱風警報中心也於不久後跟隨。同日下午2時，香港天文台、中國國家氣象中心和中央氣象局將其分別升格為颱風和中度颱風。2月22日，蝴蝶發展出「雲捲風眼」，低層風眼亦顯現在微波圖像上，但由於高空輻散變得較差，令其遲遲都未能清空高層風眼。當日下午3時，中國國家氣象中心將其升格為強颱風，香港天文台則在晚上8時跟隨。
2月23日，蝴蝶所在位置的高空輻散開始改善，令其爆發增強，並打開了一個渾圓的風眼，其強度達到第一次巔峰。下午5時，中國國家氣象中心將其升格為超強颱風，香港天文台也在3小時後跟隨。聯合颱風警報中心和台灣中央氣象局也在同一時間將其分別升格為超級颱風和強烈颱風。2月24日，蝴蝶進入眼牆置換週期，強度開始減弱，移動速度也會減慢下來。下午5時，聯合颱風警報中心和中國國家氣象中心將其降格為颱風和強颱風。晚間8時，台灣中央氣象局和香港天文台將其降格為中度颱風和強颱風。此時，各大預測部門都預測蝴蝶將會繼續緩慢減弱。
2月25日，蝴蝶眼牆置換完成，重新打開風眼，而且蝴蝶的所在位置依然良好，海面溫度達27度，垂直風切變微弱，高空輻散良好，令其再度爆發增強，推翻之前各大預測部門的預測。同日上午8時，中國國家氣象中心、香港天文台和台灣中央氣象局再度將其分別升格為超強颱風和強烈颱風。當日下午2時，日本氣象廳將其中心最高持續風速調高至每小時195公里，成為有紀錄以來全年最早達到日本氣象廳所評定「猛烈的」形容詞級別之風暴；聯合颱風警報中心更在3小時後再次將其升格為超級颱風，同時也將其中心風速上調至140節（每小時260公里），為有紀錄以來第一個在北半球二月達到薩菲爾-辛普森颶風等級中第五級強度的颱風。
2月26日晚間開始，蝴蝶進入風切變高、海溫低的海域，開始迅速減弱。聯合颱風警報中心在2月26日將其降格為颱風，香港天文台當晚8時將其降格為強颱風，12小時後將其降格為颱風，中國國家氣象中心則在3小時後跟隨。到了2月27日下午以後，蝴蝶對流與底層雲系已被風切幾乎完全扯裂，使其低層環流中心完全裸露。中國國家氣象中心先在下午5時降格為強烈熱帶風暴，香港天文台也在3小時後跟隨，聯合颱風警報中心亦在當晚11時將其降格為熱帶風暴。香港天文台、日本氣象廳和中國國家氣象中心先後在2月28日凌晨2時將其降格為熱帶風暴，香港天文台更加在當日上午8時後率先降為熱帶低氣壓，6小時後降格為低壓區。聯合颱風警報中心、日本氣象廳、中央氣象局和中國國家氣象中心亦分別於當日下午2時和5時跟隨。同日晚間，中央氣象局將其降格為低壓區。聯合颱風警報中心在3月1日上午5時發出最後警報。

### 事後報告
日本氣象廳在事後報告中，把蝴蝶第一次巔峰上調至105節(每小時195公里)，氣壓下調至920百帕；第二次巔峰下調至100節(每小時185公里)，氣壓上調至935百帕。而聯合颱風警報中心在2020年9月發表的最佳路徑中，將其巔峰上調至145節（約270公里/每小時）。

## 影響

### 關島
根據美國太平洋空軍司令部在21日發佈的消息，受到颱風“蝴蝶”的影響，美日澳三國聯合舉辦的“對抗北方-2019”（COPE North 2019）聯合軍演在22日暫停。為保證軍用資產的安全，參加演習的飛機需要部署到安全的地點直到天氣好轉。

### 北馬里亞納群島
鑑於蝴蝶逼近塞班島，香港快運航空宣佈2班在2月23至24日來往塞班島航班將延遲一天出發。

## 外部連結
| 太平洋颱風季             |
| 主題頁 - 專題 - 編輯指南 |

- （英文）颱風2000：各氣象部門對蝴蝶的預測路徑集合（页面存档备份，存于）
- （日語）日本氣象廳：數位颱風網資料（日文版（页面存档备份，存于）、英文版（页面存档备份，存于））、1902路徑圖（页面存档备份，存于） （页面存档备份，存于）
- （英文）美國太空總署：相關資料（页面存档备份，存于）
- （英文）美國聯合颱風警報中心：02W最佳路徑數據（页面存档备份，存于）
- （英文）美國海軍研究實驗室：02W檔案（页面存档备份，存于）
- （繁體中文）臺灣交通部中央氣象局：颱風資料庫——強烈颱風蝴蝶、蝴蝶路徑圖[永久]
- （繁體中文）香港天文台：實時天氣稿（2月25日（页面存档备份，存于）－26日（页面存档备份，存于）－27日（页面存档备份，存于）－28日（页面存档备份，存于））、2019年2月熱帶氣旋概述（页面存档备份，存于） （页面存档备份，存于）